# Noah Dobson
Noah Dobson (né le 7 janvier 2000 à Summerside dans la province de l'Île-du-Prince-Édouard au Canada) est un joueur canadien de hockey sur glace. Il évolue au poste de défenseur.

## Biographie
En 2013-2014, Dobson évolue dans le Bantam AAA avec les Capitals de Summerside. Il inscrit 14 buts et 17 aides en 29 parties. La saison suivante, il évolue avec le Collège Bishop. En 2015-2016, il joue en Autriche avec le RB Hockey Academy U18, avec qui il inscrit 3 buts et 13 aides en 24 parties. Par la suite, dans la même saison, il rejoint les RB Hockey Juniors, dans le U20, et il inscrit 1 but et 1 aide en 11 parties.

### Carrière junior
Dobson est sélectionné au 6e rang au total par le Titan d'Acadie-Bathurst lors du repêchage 2016 de la LHJMQ. Il fait ses débuts dans le junior majeur en 2016-2017. Il termine sa saison recrue dans la LHJMQ avec 7 buts, 19 aides et 40 minutes de punitions en 63 parties. En séries éliminatoires, le Titan balaie les Remparts de Québec lors du premier tour par la marque de 4-0. Lors du tour suivant, le Titan fait face à l'Armada de Blainville-Boisbriand. L'Armada remporte le premier match par la marque de 6-2, mais le Titan remporte les trois matchs suivants. Par la suite, l'Armada remporte les 3 matchs suivants et complète une remontée pour éliminer le Titan. Dobson termine les éliminatoires avec 5 aides et 2 minutes de punitions en 11 parties.
En 2017-2018, il connaît une véritable éclosion et s'établit comme l'un des meilleurs défenseurs de la ligue avec une récolte de 69 points en 67 matchs, le plaçant à la deuxième position des marqueurs de son équipe, seulement derrière Antoine Morand (76 points). Il aide d'ailleurs le Titan à remporter la Coupe du président et la Coupe Memorial au printemps 2018. À la fin de la saison, il est nommé sur la 1er équipe d'étoiles de la LHJMQ en plus d'être finaliste pour les trophées Émile Bouchard, Michael Bossy et Kevin Lowe.
Éligible au repêchage d'entrée dans la LNH 2018, il est repêché en 1er ronde, 12e choix au total, par les Islanders de New York.  

### Carrière professionnelle
Le 13 août 2018, il s'entend sur les termes d'un contrat d'entrée de 3 ans avec les Islanders. Il joue son premier match dans la LNH le 8 octobre 2019, dans un revers 5-2 contre les Oilers d'Edmonton. Il inscrit son premier point en carrière, une assistance, sur un but de Matt Martin. Le 14 janvier 2020, à son 18e match en carrière, il inscrit son premier but contre le gardien Calvin Pickard, dans une victoire 8-2 contre les Red Wings de Détroit. Dobson termine sa saison recrue avec 1 but et 6 aides en 34 parties. 
Dobson connait une éclosion en 2021-2022, inscrivant 13 buts et 51 points. Le 22 août 2022, il signe une extension de contrat de 3 ans avec les Islanders. Il connaît un sommet en carrière lors de la saison 2023-2024, récolant 70 points. Au terme de la saison suivante, les négociations contractuelles étant infructueuses, notamment en raison de divergences avec l'entraîneur Patrick Roy, il est échangé aux Canadiens de Montréal en échange de deux choix de repêchage de première ronde et de l'attaquant Emil Heineman,,. 

## Vie privée
Il a une sœur cadette qui s'appelle Elly.

## Statistiques

### En club
| Saison     | Équipe                   | Ligue      |     | Saison régulière | Saison régulière | Saison régulière | Saison régulière | Saison régulière |   | Séries éliminatoires | Séries éliminatoires | Séries éliminatoires | Séries éliminatoires | Séries éliminatoires |
| Saison     | Équipe                   | Ligue      | PJ  | B                | A                | Pts              | Pun              | PJ               | B | A                    | Pts                  | Pun                  |                      |                      |
| 2016-2017  | Titan d'Acadie-Bathurst  | LHJMQ      | 63  | 7                | 19               | 26               | 40               | 11               | 0 | 5                    | 5                    | 2                    |                      |                      |
| 2017-2018  | Titan d'Acadie-Bathurst  | LHJMQ      | 67  | 17               | 52               | 69               | 52               | 20               | 3 | 10                   | 13                   | 24                   |                      |                      |
| 2018-2019  | Titan d'Acadie-Bathurst  | LHJMQ      | 28  | 9                | 7                | 16               | 36               | -                | - | -                    | -                    | -                    |                      |                      |
| 2018-2019  | Huskies de Rouyn-Noranda | LHJMQ      | 28  | 6                | 30               | 36               | 24               | 20               | 8 | 21                   | 29                   | 20                   |                      |                      |
| 2019-2020  | Islanders de New York    | LNH        | 34  | 1                | 6                | 7                | 8                | 1                | 0 | 0                    | 0                    | 0                    |                      |                      |
| 2020-2021  | Islanders de New York    | LNH        | 46  | 3                | 11               | 14               | 8                | 19               | 0 | 7                    | 7                    | 0                    |                      |                      |
| 2021-2022  | Islanders de New York    | LNH        | 80  | 13               | 38               | 51               | 18               | -                | - | -                    | -                    | -                    |                      |                      |
| 2022-2023  | Islanders de New York    | LNH        | 78  | 13               | 36               | 49               | 20               | 6                | 0 | 2                    | 2                    | 2                    |                      |                      |
| 2023-2024  | Islanders de New York    | LNH        | 79  | 10               | 60               | 70               | 36               | 5                | 0 | 1                    | 1                    | 6                    |                      |                      |
| 2024-2025  | Islanders de New York    | LNH        | 71  | 10               | 29               | 39               | 28               | -                | - | -                    | -                    | -                    |                      |                      |
| Totaux LNH | Totaux LNH               | Totaux LNH | 388 | 50               | 180              | 230              | 118              | 31               | 0 | 10                   | 10                   | 8                    |                      |                      |

### En équipe nationale
| Année | Compétition                      |   | PJ | B | A | Pts | Pun           |  | Résultat |
| 2016  | Défi mondial des moins de 17 ans | 5 | 0  | 0 | 0 | 2   | 5e place      |  |          |
| 2017  | Ivan Hlinka moins de 18 ans      | 5 | 0  | 3 | 3 | 0   | Médaille d'or |  |          |
| 2019  | Championnat du monde junior      | 5 | 1  | 0 | 1 | 2   | Sixième       |  |          |

## Trophées et honneurs personnels

### Ligue de hockey junior majeur du Québec (LHJMQ)
- 2018-2019 : remporte le trophée Guy-Lafleur (meilleur joueur des séries éliminatoires)